# Chicas muertas
Chicas muertas es un libro de crónica y no-ficción de la escritora argentina Selva Almada, publicado en 2014 por la editorial Random House. El libro narra los femicidios de Andrea Danne, María Luisa Quevedo y Sara Mundín en las provincias de Entre Ríos, Córdoba y Chaco, respectivamente, en la Argentina durante los años ochenta. Asimismo, Almada intercala en el texto anécdotas personales respecto a la violencia de género, como la vez en la que su padre intentó atacar a su madre y esta misma le clavó un tenedor en el brazo para defenderse; o el momento en el que Almada, con trece años, se enteró del femicidio de Andrea Danne.
El libro fue bien recibido por parte de la crítica, fue finalista del Premio Rodolfo Walsh de la Semana Negra de Gijón a la mejor obra de no-ficción de género negro, y proyectó a Almada como escritora feminista.

## Composición
Almada escribió Chicas muertas tras una investigación que pudo realizar gracias a la beca que recibió por parte del Fondo Nacional de las Artes de Argentina en 2010, en la que, teniendo como referencia las novelas de no-ficción A sangre fría y El empampado Riquelme (de Truman Capote y Francisco Mouat, respectivamente), viajó a las provincias y lugares en los que acontecieron los femicidios, leyó los expedientes de los casos y entrevistó a toda persona que pudiese brindarle información respecto a los crímenes. Sin embargo, en el momento en el que Almada se quedó sin presupuesto para continuar investigando, la escritora recurrió a una vidente para proseguir su investigación. De su tiempo con ella, la autora comentó:

«Más allá de si hubo revelaciones sobre los hechos, con ella comencé a cuestionarme mi relación con estos crímenes que me obsesionaba tanto indagar. (...) Conversando con la tarotista logré entender la sensación que tenía: ser mujer y estar viva es una cuestión de suerte».

Respecto a si la escritora quería visibilizar la violencia hacia la mujer en el libro desde un primer momento, Almada dijo:

Al principio quizás la intención era contar estas tres historias que había conocido por diferentes motivos, pero después cuando me senté a escribirlas se convirtió en una cosa de no solo contar estos casos, sino de hablar sobre el tema en general y dejar clara mi postura y demás. Es un libro que se lee mucho en ese sentido, se lee en escuelas para charlar de este tema con los adolescentes. (...) Eso me parece que es una manera de sumar para desmontar ese aparato de machismo que hay en Argentina».

Almada comentó en una entrevista acerca del momento en que le empezó a interesar la violencia de género —tema presente en el texto—:

«En los últimos diez años empecé a buscar noticias, casi a diario, sobre femicidios. Pero me había empezado a interesar un poco antes, cuando empecé a ver de repente cosas que estaban naturalizadas en el pueblo y no estaba bien que fuera así. Fue un proceso inconsciente de concientización. Quizás al principio el interés fue por mi gusto por el policial».

## Recepción
Chicas muertas, fue en 2015 finalista del Premio Rodolfo Walsh de la Semana Negra de Gijón a la mejor obra de no-ficción de género negro.
Luisgé Martín para el diario español El País, dijo que la obra «además de útil, es literatura en estado de gracia», mientras que Cristián Alarcón, para el mismo medio, llamó «original y novedosa» a Almada y dijo que esta «ha seducido con un estilo entre poético y realista. Su literatura pone los pelos de punta».
La revista española El Cultural llamó a Chicas muertas «una crónica tensa, exacta, que afronta con seriedad un tema aun más serio». Por su parte, el diario argentino Página/12 dijo lo siguiente del libro: «Lejos de la crónica policial, ésta es una historia íntima, una suerte de negativo de la autobiografía de una mujer joven mirando a otras mujeres jóvenes, y cómo todas son vistas desde una sociedad donde la misoginia y la violencia contra ellas es aún hoy cosa de todos los días».